# Wen Wang Gua
Wen Wang Gua (文王卦) é um método de interpretar os resultados de adivinhação por meio do I Ching, posto por escrito pela primeira vez por Jing Fang na Dinastia Han Chinesa, ao redor do tempo de Cristo. Baseia-se em atribuir triagramas aos troncos celestes e ramos terrenas do calendário chinês e usar os elementos dos troncos e ramos para interpretar as linhas dos triagramas e hexagramas do I Ching.  É muito comum entre os consultores profissionais do I Ching no suldeste asiático (Hong Kong e Taiwan). Conhece-se baixo vários nomes: Liu Yao (seis linhas) refere-se a que interpreta o significado de seis símbolos; o método najia, indica sua lógica de valores elementares derivados do calendário chinês; Wu Xing Yi (mudanças dos cinco elementos); ou Wen Wang Ke (lições do Imperador Wen), que pode se referir tanto um verdadeiro Imperador Wen (o autor do I Ching), ou já que 'Wen' pode significar também 'homem' o significado pode ser "lições do homem soberano", uma conotação mais metafísica.

## História
O nome Wen Wang Gua significa hexagramas adivinatorios do rei Wen (ou triagramas, já que
Gua pode significar tanto hexagrama como triagrama).  O rei Wen e seu filho foram os supostos
autores do I Ching tal como o conhecemos, ao redor de mil anos dantes de Cristo. A qualificação elementar dos triagramas não era originalmente parte da tradição associada com o nome do rei Wen, se não que parece que deriva de uma
sequência de triagramas descrita na Oitava Asa (um dos apêndices do I Ching tradicionalmente escritos como os chamados Confucio  como as Dez Asas ). A origem incerta deste esquema, por não dizer as outras possíveis combinações de elementos e triagramas ( de acordo com os significados originais dos triagramas ) dá razão da escuridão que envolve ao Wen Wang Gua, tanto em Chinesa como no exterior, na rede como no material impresso. No entanto, a relevância do uso de teorias de correlação com os elementos nessa época pode ver na literatura que sobrevive, como por exemplo nos escritos de Dong Zhongshu. Um pesquisador moderno recalca: "Dong Zhongshu é geralmente recordado como o autor de um sistema detalhado de correspondências no que todo era correlacionado com uma das cinco forças fundamentais, para que se possa demonstrar que tudo estava interrelacionado de maneira ordenada e compreensível." Jing Fang e seu maestro Jiao Yanshou estavam entre os primeiros em aplicar esta forma de pensamento correlativo à adivinhação por meio do I Ching.

### Valores dos trigramas
Este é o texto do quinto capítulo da Oitava Asa, um apêndice do I Ching, que relaciona os trigramas com as épocas do ano, e indiretamente com os elementos:

Rei Wen "Céu Posterior" bagua

"Deus sai a reluzir em Kan (a Seu trabalho produtivo); traz (Seus processos) a plena e equivalente ação em Sun; manifestam-se uns a outros em Li; prestam o maior serviço ao em Khwan; O se regozija em Tui; O se esforça em Khien; O se conforta e entra em descanso em Khan; e completa (o trabalho do ano) em Kăn."

Fuxi "Céu Anterior" bagua

Kan e Sun (☳ e ☴) relacionam-se com madeira, o primeiro elemento do calendário chinês, logo Li (☲) com fogo, Khwan (☷) com terra, Tui e Khien (☱ e ☰) com metal, e Khan (☵) com água. Assim é como os elementos aparecem em seu ciclo generativo, que os correlaciona com as épocas do ano e os trigramas. O trigrama Kǎn (☶), relacionado com terra, pôs-se ao final da sequência porque nele se diz que Deus tem completado Seu trabalho, e isto deve aparecer para nós ao final, ainda que desde o ponto de vista de Sua relação com a criação o trabalho em realidade terminou após Khwan, após receber o maior serviço e dantes de fazer Seu próprio regozijo e esforços.
O segundo capítulo da Oitava Asa relaciona as posições das linhas de acima, o meio e abaixo, com o céu, o homem, e a terra respectivamente. As linhas lêem-se de abaixo para acima.
O diagrama que segue mostra a sequência de trigramas tradicionalmente atribuída a Fu Xsi (3000 a.c.). Aparece pela primeira vez nos escritos de Shao Yung no século undécimo de nossa era e parece que se trata de uma sequência de números binários.
Considerando o yin e yang (⚋ e ⚊) como os números binários 0 e 1, os números decimais que correspondem às linhas yang são: acima: 1, meio: 2, e abaixo: 4.
| elemento       | metal | metal | fogo | madeira | madeira | água | terra | terra |
| -------------- | ----- | ----- | ---- | ------- | ------- | ---- | ----- | ----- |
| triagramas     | ☰     | ☱     | ☲    | ☳       | ☴       | ☵    | ☶     | ☷     |
| número binário | 111   | 110   | 101  | 100     | 011     | 010  | 001   | 000   |
| número decimal | 7     | 6     | 5    | 4       | 3       | 2    | 1     | 0     |

### Jing Fang
Larry James Shulz escreve em seu dissertação Lai Chih-Te, (1525-1604) e a fenomenologia do  “Clássico das Mudanças” (Yìjīng):
"É o nome de Jing Fang o que aparece associado com a mais temporã aparecimento de numerosos outros artigos explicativos e integrantes, entre eles o aplicativo sistemático dos "trigramas nucleares (hùtǐ 互 體 or zhōngyáo 中 爻)" -- as linhas duas a quatro e três a cinco consideradas separadamente -- para expressar as propriedades verbais dos hexagramas; os "oito palácios (bā gōng 八 宮)” sistema de agrupar os hexagramas (...); e a incorporação das cinco fases (wǔxíng 五 行), os "troncos celestes (tiāngān 天 干)”, e os "ramos terrenas (dìzhī 地 支)”, designados a amplificar as figuras lineares das Mudanças no se chama a teoria “nàjiǎ 納 甲”"
Mais sobre este sistema pode-se encontrar em "Uma História da Filosofia Chinesa" de Fung Yu-lan.

### Valores das linhas
Jing Fang atribui elementos dos troncos e ramos às linhas dos trigramas (os trigramas inteiros já tinham seus próprios elementos). Os valores dos trigramas para os troncos celestes e ramos terrenas a seguir indicam valores para a cada linha dos trigramas, não para os trigramas inteiros.
| Troncos Celestiais | trigrama | elemento |
| ------------------ | -------- | -------- |
| Jia 甲             | ☰        | madeira  |
| Yi 乙              | ☷        | madeira  |
| Bing 丙            | ☶        | fogo     |
| Ding 丁            | ☱        | fogo     |
| Wu 戊              | ☵        | terra    |
| Ji 己              | ☲        | terra    |
| Geng 庚            | ☳        | metal    |
| Xin 辛             | ☴        | metal    |
| Ren 壬             | ☰        | água     |
| Gui 癸             | ☷        | água     |

Para os ramos terrenas os elementos correspondem a linhas dos trigramas dobrados (hexagramas). O ramo escrita a um trigrama serve de ponto de arranque para elementos em sequência yang ou yin dependendo do valor yin ou yang do trigrama. Por exemplo, ☳ é um trigrama yang, assim é que as linhas do hexagrama que esta facto ao o dobrar (número 51) têm elementos de água, madeira, terra, fogo, metal, terra, que correspondem à sequência yang de ramos começando com Rata. De acordo com os troncos celestes, a cada linha do hexagrama tem também um valor elementar de metal. Quando um hexagrama qualquer tem um trigrama ☳, se é o de abaixo, se lhe atribui os valores do trigrama inferior do hexagrama 51, se é um superior, se lhe atribui os valores do superior. Os valores dos trigramas yin obtêm-se da mesma maneira, exceto que a sequência de valores yin se investe ( em vez de ir para adiante se vai para atrás ). Portanto os valores do hexagrama não. 2, facto ao dobrar o ☷ trigrama, por exemplo, são terra, fogo, madeira, terra, água, metal. No caso dos trigramas ☰ e ☷, já que aparecem duas vezes nos troncos celestes, se são um trigrama inferior têm os valores de seu primeiro aparecimento, e se são um superior o do segundo aparecimento. De modo que as linhas do trigrama inferior do hexagrama não. 2 são madeira e as linhas do trigrama superior são água.
|    | ramo terreno | nome mandarim | zodíaco chinês | trigrama | elemento |
| -- | ------------ | ------------- | -------------- | -------- | -------- |
| 1  | 子           | zǐ            | Rato           | ☰,☳      | água     |
| 2  | 丑           | chǒou         | Búfalo         | ☴        | terra    |
| 3  | 寅           | yín           | Tigre          | ☵        | madeira  |
| 4  | 卯           | mǎou          | Coelho         | ☲        | madeira  |
| 5  | 辰           | chén          | Dragão         | ☶        | terra    |
| 6  | 巳           | sì            | Serpente       | ☱        | fogo     |
| 7  | 午           | wǔ            | Cavalo         | Yang     | fogo     |
| 8  | 未           | wèi           | Cabra          | ☷        | terra    |
| 9  | 申           | shēn          | Macaco         | Yang     | metal    |
| 10 | 酉           | eǒou          | Galo           | Yin      | metal    |
| 11 | 戌           | xū            | Cão            | Yang     | terra    |
| 12 | 亥           | hài           | Porco          | Yin      | água     |

## Oito casas
As oito casas são uma maneira de atribuir elementos aos hexagramas. Isto serve para identificar a linha que tem o mesmo elemento que o hexagrama inteiro e estabelecer uma ordem e importância de relações entre as linhas do hexagrama. Há diferentes maneiras de agrupar as casas.
A cada casa começa com um hexagrama facto ao dobrar um trigrama. As linhas 1 a 5 mudam-se para produzir os primeiros 6 hexagramas, a linha quarta do hexagrama 6 muda-se para formar ao hexagrama 7, e mudam-se as primeiras três linhas do hexagrama 7 para produzir o hexagrama 8. Estes oito hexagramas têm o mesmo elemento que o hexagrama original, fato ao dobrar um trigrama.
Por exemplo, esta é a casa do primeiro hexagrama:

## Mei Hua Yi
Tradicionalmente associa-se o Mei Hua Yi (Mudanças da Flor de Ciruelo) com o nome de Shao Yung. É um sistema que utiliza os números das datas do calendário chinês para obter hexagramas. A interpretação, no entanto, utiliza valores Wen Wang Gua dos trigramas, em vez das linhas.

## Ho Lo Li Shu
Também associado com Shao Yung, o sistema de Ho Lo Li Shu (Mapa Ho e Escritura Li) é de verdadeiro modo o oposto do Mei Hua. Nele são as correspondências Wen Wang Gua entre trigramas e calendário que se usam para obter os hexagramas. É um complexo sistema numérico com sua própria maneira única de interpretar os resultados.